# Statistieken wereldkampioenschap voetbal 2018
Op deze pagina staan de statistieken met betrekking tot het wereldkampioenschap voetbal 2018 in Rusland. Het toernooi vond plaats van 14 juni tot en met 15 juli.

## Statistieken

### Toernooi statistieken
| Statistiek        | Stand | Gemiddelde         |
| ----------------- | ----- | ------------------ |
| Wedstrijden       | 64    | -                  |
| Doelpunten totaal | 169   | 2,64 per wedstrijd |
| Gele kaarten      | 219   | 3,42 per wedstrijd |
| Rode kaarten      | 4     | 0,06 per wedstrijd |

### Individueel
| Statistiek                        | Record               | Speler/land            | Tegen                                                            |
| --------------------------------- | -------------------- | ---------------------- | ---------------------------------------------------------------- |
| Topscorer(s)                      | 6 doelpunten         | Harry Kane             | Tegen: Tunesië (2), Panama (3) en Colombia (1)                   |
| Meeste assists                    | 2 assists            | Éver Banega            | Tegen: Nigeria (1) en Frankrijk (1)                              |
| Meeste assists                    | 2 assists            | Lionel Messi           | Tegen: Frankrijk (2)                                             |
| Meeste assists                    | 2 assists            | Kevin De Bruyne        | Tegen: Panama (1) en Engeland (1)                                |
| Meeste assists                    | 2 assists            | Eden Hazard            | Tegen: Panama (1) en Japan (1)                                   |
| Meeste assists                    | 2 assists            | Thomas Meunier         | Tegen: Tunesië (1) en Japan (1)                                  |
| Meeste assists                    | 2 assists            | Youri Tielemans        | Tegen: Tunesië (1) en Engeland (1)                               |
| Meeste assists                    | 2 assists            | Philippe Coutinho      | Tegen: Servië (1) en België (1)                                  |
| Meeste assists                    | 2 assists            | Neymar                 | Tegen: Servië (1) en Mexico (1)                                  |
| Meeste assists                    | 2 assists            | James Rodríguez        | Tegen: Polen (2)                                                 |
| Meeste assists                    | 2 assists            | Juan Fernando Quintero | Tegen: Polen (1) en Senegal (1)                                  |
| Meeste assists                    | 2 assists            | Olivier Giroud         | Tegen: Australië (1) en Argentinië (1)                           |
| Meeste assists                    | 2 assists            | Antoine Griezmann      | Tegen: Uruguay (1) en België (1)                                 |
| Meeste assists                    | 2 assists            | Aleksandr Golovin      | Tegen: Saoedi-Arabië (2)                                         |
| Meeste assists                    | 2 assists            | Sergio Busquets        | Tegen: Portugal (2)                                              |
| Meeste assists                    | 2 assists            | Wahbi Khazri           | Tegen België (1) en Panama (1)                                   |
| Meeste assists                    | 2 assists            | Carlos Sánchez         | Tegen: Tunesië (1) en Saoedi-Arabië (1)                          |
| Meeste assists                    | 2 assists            | Viktor Claesson        | Tegen: Duitsland (1) en Mexico (1)                               |
| Meeste gemaakt met assists        | 6 goals              | Harry Kane             | Tegen: Tunesië (2), Panama (3) en Colombia (1)                   |
| Meeste gemaakt met assists        | 4 goals en 2 assists | Antoine Griezmann      | Tegen: Australië (1), Argentinië (1), Uruguay (1) en Kroatië (1) |
| Meeste clean-sheets achter elkaar | 3                    | Alisson                | Tegen: Costa Rica, Servië en Mexico                              |
| Meeste clean-sheets achter elkaar | 3                    | Fernando Muslera       | Tegen: Egypte, Saoedi-Arabië en Rusland                          |
| Meeste clean-sheets               | 3                    | Thibaut Courtois       | Tegen: Panama en Engeland (2x)                                   |
| Meeste clean-sheets               | 3                    | Alisson                | Tegen: Costa Rica, Servië en Mexico                              |
| Meeste clean-sheets               | 3                    | Hugo Lloris            | Tegen: Peru, Denemarken en Ururguay                              |
| Meeste clean-sheets               | 3                    | Fernando Muslera       | Tegen: Egypte, Saoedi-Arabië en Rusland                          |
| Meeste clean-sheets               | 3                    | Robin Olsen            | Tegen: Zuid-Korea, Mexico en Zwitserland                         |
| Braces                            | 8 spelers            | Eden Hazard            | Tegen: Tunesië (2)                                               |
| Braces                            | 8 spelers            | Romelu Lukaku          | Tegen: Panama (2) en Tunesië (2)                                 |
| Braces                            | 8 spelers            | Harry Kane             | Tegen: Tunesië (2)                                               |
| Braces                            | 8 spelers            | John Stones            | Tegen: Panama (2)                                                |
| Braces                            | 8 spelers            | Kylian Mbappé          | Tegen: Argentinië (2)                                            |
| Braces                            | 8 spelers            | Denis Tsjerysjev       | Tegen: Saoedi-Arabië (2)                                         |
| Braces                            | 8 spelers            | Diego Costa            | Tegen: Portugal (2)                                              |
| Braces                            | 8 spelers            | Edinson Cavani         | Tegen: Portugal (2)                                              |
| Hattricks                         | 2 spelers            | Cristiano Ronaldo      | Tegen: Spanje (3)                                                |
| Hattricks                         | 2 spelers            | Harry Kane             | Tegen: Panama (3)                                                |
| Jongste speler met een doelpunt   | 19 jaar + 183 dagen  | Kylian Mbappé          | Tegen: Peru (1)                                                  |
| Oudste speler met een doelpunt    | 37 jaar + 120 dagen  | Felipe Baloy           | Tegen: Engeland                                                  |

### Timing
| Statistiek                         | Record       | Speler/land       | Tegen                       |
| ---------------------------------- | ------------ | ----------------- | --------------------------- |
| Eerste doelpunt                    | 12 minuten   | Joeri Gazinski    | Tegen: Saoedi-Arabië        |
| Snelste doelpunt na aftrap         | 1e minuut    | Mathias Jørgensen | Tegen: Kroatië              |
| Snelste doelpunt na een goal       | 3 minuten    | Nacho             | Tegen: Portugal             |
| Snelste doelpunt van een invaller  | 1 minuut     | Artjom Dzjoeba    | Tegen: Saoedi-Arabië        |
| Laatste doelpunt zonder verlenging | 90+7 minuten | Neymar            | Tegen: Costa Rica           |
| Laatste doelpunt met verlenging    | 115 minuten  | Denis Tsjerysjev  | Tegen: Kroatië              |
| Laatste doelpunt zonder verlenging | 90+5 minuten | Aziz Bouhaddouz   | Tegen: Iran, eigen doelpunt |
| Laatste doelpunt zonder verlenging | 90+5 minuten | Toni Kroos        | Tegen: Zweden               |
| Laatste doelpunt zonder verlenging | 90+5 minuten | Salem Al-Dawsari  | Tegen: Egypte               |
| Laatste doelpunt met verlenging    | 109 minuten  | Mario Mandžukić   | Tegen: Engeland             |

### Wedstrijden
| Statistiek                            | Record       | Speler/land              | Tegen                                   |
| ------------------------------------- | ------------ | ------------------------ | --------------------------------------- |
| Meeste doelpunten in een wedstrijd    | 7 doelpunten | België en Tunesië        | Tussen: België - Tunesië (5 - 2)        |
| Meeste doelpunten in een wedstrijd    | 7 doelpunten | Engeland en Panama       | Tussen: Engeland - Panama (6 - 1)       |
| Meeste doelpunten in een wedstrijd    | 7 doelpunten | Frankrijk en Argentinië  | Tussen: Frankrijk - Argentinië (4 - 3)  |
| Minste doelpunten in een wedstrijd    | 0 doelpunten | Frankrijk en Denemarken  | Tussen: Frankrijk - Denemarken (0 - 0)  |
| Grootste verschil in doelsaldo        | 5 doelpunten | Rusland en Saoedi-Arabië | Tussen: Rusland - Saoedi-Arabië (5 - 0) |
| Grootste verschil in doelsaldo        | 5 doelpunten | Engeland en Panama       | Tussen: Engeland - Panama (6 - 1)       |
| Meeste doelpunten gescoord            | 6 doelpunten | Engeland                 | Tussen: Engeland - Panama (6 - 1)       |
| Meest gemaakt in (verloren wedstrijd) | 3 doelpunten | Argentinië               | Tussen: Frankrijk - Argentinië (4 - 3)  |
| Minst gemaakt (verloren wedstrijd)    | 0 doelpunten | Saoedi-Arabië            | Tussen: Rusland - Saoedi-Arabië (5 - 0) |
| Minst gemaakt (verloren wedstrijd)    | 0 doelpunten | Egypte                   | Tussen: Egypte - Uruguay (0 - 1)        |
| Minst gemaakt (verloren wedstrijd)    | 0 doelpunten | Saoedi-Arabië            | Tussen: Uruguay - Saoedi-Arabië (1 - 0) |
| Minst gemaakt (verloren wedstrijd)    | 0 doelpunten | Rusland                  | Tussen: Uruguay - Rusland (3 - 0)       |
| Minst gemaakt (verloren wedstrijd)    | 0 doelpunten | Marokko                  | Tussen: Marokko - Iran (0 - 1)          |
| Minst gemaakt (verloren wedstrijd)    | 0 doelpunten | Marokko                  | Tussen: Portugal - Marokko (1 - 0)      |
| Minst gemaakt (verloren wedstrijd)    | 0 doelpunten | Iran                     | Tussen: Iran - Spanje (0 - 1)           |
| Minst gemaakt (verloren wedstrijd)    | 0 doelpunten | Peru                     | Tussen: Peru - Denemarken (0 - 1)       |
| Minst gemaakt (verloren wedstrijd)    | 0 doelpunten | Peru                     | Tussen: Frankrijk - Peru (1 - 0)        |
| Minst gemaakt (verloren wedstrijd)    | 0 doelpunten | Australië                | Tussen: Australië - Peru (0 - 2)        |
| Minst gemaakt (verloren wedstrijd)    | 0 doelpunten | Nigeria                  | Tussen: Kroatië - Nigeria (2 - 0)       |
| Minst gemaakt (verloren wedstrijd)    | 0 doelpunten | Argentinië               | Tussen: Argentinië - Kroatië (0 - 3)    |
| Minst gemaakt (verloren wedstrijd)    | 0 doelpunten | IJsland                  | Tussen: IJsland - Nigeria (0 - 2)       |
| Minst gemaakt (verloren wedstrijd)    | 0 doelpunten | Costa Rica               | Tussen: Costa Rica - Servië (0 - 1)     |
| Minst gemaakt (verloren wedstrijd)    | 0 doelpunten | Costa Rica               | Tussen: Brazilië - Costa Rica (2 - 0)   |
| Minst gemaakt (verloren wedstrijd)    | 0 doelpunten | Servië                   | Tussen: Servië - Brazilië (0 - 2)       |
| Minst gemaakt (verloren wedstrijd)    | 0 doelpunten | Duitsland                | Tussen: Duitsland - Mexico (0 - 1)      |
| Minst gemaakt (verloren wedstrijd)    | 0 doelpunten | Zuid-Korea               | Tussen: Zweden - Zuid-Korea (1 - 0)     |
| Minst gemaakt (verloren wedstrijd)    | 0 doelpunten | Duitsland                | Tussen: Zuid-Korea - Duitsland (2 - 0)  |
| Minst gemaakt (verloren wedstrijd)    | 0 doelpunten | Mexico                   | Tussen: Mexico - Zweden (0 - 3)         |
| Minst gemaakt (verloren wedstrijd)    | 0 doelpunten | Panama                   | Tussen: België - Panama (3 - 0)         |
| Minst gemaakt (verloren wedstrijd)    | 0 doelpunten | Engeland                 | Tussen: Engeland - België (0 - 1)       |
| Minst gemaakt (verloren wedstrijd)    | 0 doelpunten | Polen                    | Tussen: Polen - Colombia (0 - 3)        |
| Minst gemaakt (verloren wedstrijd)    | 0 doelpunten | Japan                    | Tussen: Japan - Polen (0 - 1)           |
| Minst gemaakt (verloren wedstrijd)    | 0 doelpunten | Senegal                  | Tussen: Senegal - Colombia (0 - 1)      |
| Minst gemaakt (verloren wedstrijd)    | 0 doelpunten | Mexico                   | Tussen: Brazilië - Mexico (2 - 0)       |
| Minst gemaakt (verloren wedstrijd)    | 0 doelpunten | Zwitserland              | Tussen: Zweden - Zwitserland (1 - 0)    |
| Minst gemaakt (verloren wedstrijd)    | 0 doelpunten | Uruguay                  | Tussen: Uruguay - Frankrijk (0 - 2)     |
| Minst gemaakt (verloren wedstrijd)    | 0 doelpunten | Zweden                   | Tussen: Zweden - Engeland (0 - 2)       |
| Minst gemaakt (verloren wedstrijd)    | 0 doelpunten | België                   | Tussen: Frankrijk - België (1 - 0)      |
| Minst gemaakt (verloren wedstrijd)    | 0 doelpunten | Engeland                 | Tussen: België - Engeland (2 - 0)       |

## Stand alle teams
Penalty's worden niet meegerekend in het eindklassement, mocht het na de verlenging nog gelijkspel staan, wordt het weergeven als een gelijkspel in de knock-outfase
| Nr.                                 | Land          | P | GW | W | G | V | PT | PG   | VT | VG   | TT | TG   | ST   | SG     | DT | DG   | GT | GG   | RT | RG   | Ronde          |
| ----------------------------------- | ------------- | - | -- | - | - | - | -- | ---- | -- | ---- | -- | ---- | ---- | ------ | -- | ---- | -- | ---- | -- | ---- | -------------- |
| 1.                                  | Frankrijk     | C | 7  | 6 | 1 | 0 | 19 | 2,71 | 14 | 2    | 6  | 0,86 | + 8  | + 1,14 | 4  | 0,57 | 12 | 1,71 | 0  | 0    | 1e plaats      |
| 2.                                  | Kroatië       | D | 7  | 4 | 2 | 1 | 14 | 2    | 14 | 2    | 9  | 1,29 | + 5  | + 0,71 | 2  | 0,29 | 15 | 2,14 | 0  | 0    | 2e plaats      |
| 3.                                  | België        | G | 7  | 6 | 0 | 1 | 18 | 2,57 | 16 | 2,67 | 6  | 0,86 | + 10 | + 1,43 | 3  | 0,43 | 11 | 1,57 | 0  | 0    | 3e plaats      |
| 4.                                  | Engeland      | G | 7  | 3 | 1 | 3 | 10 | 1,43 | 12 | 1,71 | 8  | 1,14 | + 4  | + 0,57 | 1  | 0,14 | 8  | 1,14 | 0  | 0    | 4e plaats      |
| Uitgeschakeld in de kwartfinales    |               |   |    |   |   |   |    |      |    |      |    |      |      |        |    |      |    |      |    |      |                |
| 5.                                  | Uruguay       | A | 5  | 4 | 0 | 1 | 12 | 2,4  | 7  | 1,4  | 3  | 0,6  | + 4  | + 0,8  | 3  | 0,6  | 3  | 0,6  | 0  | 0    | Kwartfinale    |
| 6.                                  | Brazilië      | E | 5  | 3 | 1 | 1 | 10 | 2    | 8  | 1,6  | 3  | 0,6  | + 5  | + 1    | 3  | 0,6  | 7  | 1,4  | 0  | 0    | Kwartfinale    |
| 7.                                  | Zweden        | F | 5  | 3 | 0 | 2 | 9  | 1,8  | 6  | 1,2  | 4  | 0,8  | + 2  | + 0,4  | 3  | 0,6  | 8  | 1,6  | 0  | 0    | Kwartfinale    |
| 8.                                  | Rusland       | A | 5  | 2 | 1 | 2 | 7  | 1,4  | 11 | 2,2  | 7  | 1,4  | + 4  | + 0,8  | 1  | 0,2  | 6  | 0,86 | 1  | 0,2  | Kwartfinale    |
| Uitgeschakeld in de achtste finales |               |   |    |   |   |   |    |      |    |      |    |      |      |        |    |      |    |      |    |      |                |
| 9.                                  | Colombia      | H | 4  | 2 | 1 | 1 | 7  | 1,75 | 6  | 1,5  | 3  | 0,75 | + 3  | + 0,75 | 2  | 0,5  | 9  | 2,25 | 1  | 0,25 | Achtste finale |
| 10.                                 | Spanje        | B | 4  | 1 | 3 | 0 | 6  | 1,5  | 7  | 1,75 | 6  | 1,5  | + 1  | + 0,25 | 1  | 0,25 | 2  | 0,5  | 0  | 0    | Achtste finale |
| 11.                                 | Denemarken    | C | 4  | 1 | 3 | 0 | 6  | 1,5  | 3  | 0,75 | 2  | 0,5  | + 1  | + 0,25 | 2  | 0,5  | 6  | 1,5  | 0  | 0    | Achtste finale |
| 12.                                 | Mexico        | F | 4  | 2 | 0 | 2 | 6  | 1,5  | 3  | 0,75 | 6  | 1,5  | - 3  | - 0,75 |    |      | 9  | 2,25 | 0  | 0    | Achtste finale |
| 13.                                 | Portugal      | B | 4  | 1 | 2 | 1 | 5  | 1,25 | 6  | 1,5  | 6  | 1,5  | 0    | 0      | 1  | 0,25 | 7  | 1,75 | 0  | 0    | Achtste finale |
| 14.                                 | Zwitserland   | E | 4  | 1 | 2 | 1 | 5  | 1,25 | 5  | 1,25 | 5  | 1,25 | 0    | 0      | 0  | 0    | 9  | 2,25 | 1  | 0,25 | Achtste finale |
| 15.                                 | Japan         | H | 4  | 1 | 1 | 2 | 4  | 1    | 6  | 1,5  | 7  | 1,75 | - 1  | - 0,25 | 0  | 0    | 5  | 1,25 | 0  | 0    | Achtste finale |
| 16.                                 | Argentinië    | D | 4  | 1 | 1 | 2 | 4  | 1    | 6  | 1,5  | 9  | 2,25 | - 3  | - 0,75 | 0  | 0    | 6  | 1,5  | 0  | 0    | Achtste finale |
| Uitgeschakeld in de groepsfase      |               |   |    |   |   |   |    |      |    |      |    |      |      |        |    |      |    |      |    |      |                |
| 17.                                 | Senegal       | H | 3  | 1 | 1 | 1 | 4  | 1,33 | 4  | 1,33 | 4  | 1,33 | 0    | 0      | 0  | 0    | 6  | 2    | 0  | 0    | Groepsfase     |
| 18.                                 | Iran          | B | 3  | 1 | 1 | 1 | 4  | 1,33 | 2  | 0,67 | 2  | 0,67 | 0    | 0      | 1  | 0,33 | 7  | 2,33 | 0  | 0    | Groepsfase     |
| 19.                                 | Zuid-Korea    | F | 3  | 1 | 0 | 2 | 3  | 1    | 3  | 1    | 3  | 1    | 0    | 0      | 1  | 0,33 | 10 | 3,33 | 0  | 0    | Groepsfase     |
| 20.                                 | Peru          | C | 3  | 1 | 0 | 2 | 3  | 1    | 2  | 0,67 | 2  | 0,67 | 0    | 0      | 1  | 0,33 | 5  | 1,67 | 0  | 0    | Groepsfase     |
| 21.                                 | Nigeria       | D | 3  | 1 | 0 | 2 | 3  | 1    | 3  | 1    | 4  | 1,33 | - 1  | - 0,33 | 1  | 0,33 | 4  | 1,33 | 0  | 0    | Groepsfase     |
| 22.                                 | Duitsland     | F | 3  | 1 | 0 | 2 | 3  | 1    | 2  | 0,67 | 4  | 1,33 | - 2  | - 0,67 | 0  | 0    | 2  | 0,67 | 1  | 0,33 | Groepsfase     |
| 23.                                 | Servië        | E | 3  | 1 | 0 | 2 | 3  | 1    | 2  | 0,67 | 4  | 1,33 | - 2  | - 0,67 | 1  | 0,33 | 9  | 3    | 0  | 0    | Groepsfase     |
| 24.                                 | Tunesië       | G | 3  | 1 | 0 | 2 | 3  | 1    | 5  | 1,67 | 8  | 2,67 | - 3  | - 1    | 0  | 0    | 4  | 1,33 | 0  | 0    | Groepsfase     |
| 25.                                 | Polen         | H | 3  | 1 | 0 | 2 | 3  | 1    | 2  | 0,67 | 5  | 1,67 | - 3  | - 1    | 1  | 0,33 | 3  | 1    | 0  | 0    | Groepsfase     |
| 26.                                 | Saoedi-Arabië | A | 3  | 1 | 0 | 2 | 3  | 1    | 2  | 0,67 | 7  | 2,33 | - 5  | - 1,67 | 0  | 0    | 1  | 0,33 | 0  | 0    | Groepsfase     |
| 27.                                 | Marokko       | B | 3  | 0 | 1 | 2 | 1  | 0,33 | 2  | 0,67 | 4  | 1,33 | - 2  | - 0,67 | 0  | 0    | 8  | 2,67 | 0  | 0    | Groepsfase     |
| 28.                                 | IJsland       | D | 3  | 0 | 1 | 2 | 1  | 0,33 | 2  | 0,67 | 5  | 1,67 | - 3  | - 1    | 0  | 0    | 3  | 0,33 | 0  | 0    | Groepsfase     |
| 29.                                 | Costa Rica    | E | 3  | 0 | 1 | 2 | 1  | 0,33 | 2  | 0,67 | 5  | 1,67 | - 3  | - 1    | 0  | 0    | 6  | 2    | 0  | 0    | Groepsfase     |
| 30.                                 | Australië     | C | 3  | 0 | 1 | 2 | 1  | 0,33 | 2  | 0,67 | 5  | 1,67 | - 3  | - 1    | 0  | 0    | 7  | 2,33 | 0  | 0    | Groepsfase     |
| 31.                                 | Egypte        | A | 3  | 0 | 0 | 3 | 0  | 0    | 2  | 0,67 | 6  | 2    | - 4  | - 1,33 | 0  | 0    | 5  | 1,67 | 0  | 0    | Groepsfase     |
| 32.                                 | Panama        | G | 3  | 0 | 0 | 3 | 0  | 0    | 2  | 0,67 | 11 | 3,67 | - 9  | - 3    | 0  | 0    | 11 | 3,67 | 0  | 0    | Groepsfase     |

## Prijzen
| Prijs                          | Wereldkampioenschap voetbal 2018                        |
| ------------------------------ | ------------------------------------------------------- |
| Man of the match Award         | Antoine Griezmann, Eden Hazard, Harry Kane, Luka Modrić |
| Adidas Golden Ball Award       | Luka Modrić                                             |
| Adidas Silver Ball Award       | Eden Hazard                                             |
| Adidas Bronze Ball Award       | Antoine Griezmann                                       |
| Adidas Golden Boot Award       | Harry Kane                                              |
| Adidas Silver Boot Award       | Antoine Griezmann                                       |
| Adidas Bronze Boot Award       | Romelu Lukaku                                           |
| Adidas Golden Glove            | Thibaut Courtois                                        |
| Hyundai Young Player Award     | Kylian Mbappé                                           |
| Hyundai Goal of the Tournament | Benjamin Pavard                                         |
| Fair Play Award                | Spanje                                                  |
| Wereldkampioen                 | Frankrijk                                               |

## Team van het toernooi
| Naam              | Wed. | Aan. | Huidige club        | Laatste oproep                                       | Uitslag |
| ----------------- | ---- | ---- | ------------------- | ---------------------------------------------------- | ------- |
| Doel              |      |      |                     |                                                      |         |
| Hugo Lloris       | 7    | 0    | Tottenham Hotspur   | Kroatië, Finale in Moskou op 15 juli                 | 4 – 2   |
| Verdedigers       |      |      |                     |                                                      |         |
| Kieran Trippier   | 6    | 1    | Tottenham Hotspur   | België, Troostfinale in Sint-Petersburg op 14 juli   | 2 – 0   |
| Raphaël Varane    | 7    | 1    | Real Madrid         | Kroatië, Finale in Moskou op 15 juli                 | 4 – 2   |
| Dejan Lovren      | 7    | 0    | Liverpool           | Frankrijk, Finale in Moskou op 15 juli               | 4 – 2   |
| Ashley Young      | 5    | 0    | Manchester United   | België, Troostfinale in Sint-Petersburg op 14 juli   | 2 – 0   |
| Middenvelders     |      |      |                     |                                                      |         |
| Paulinho          | 5    | 1    | Barcelona           | België, Kwartfinale in Kazan op 6 juli               | 1 – 2   |
| Luka Modrić       | 7    | 2    | Real Madrid         | Frankrijk, Finale in Moskou op 15 juli               | 4 – 2   |
| Antoine Griezmann | 7    | 4    | Atlético Madrid     | Kroatië, Finale in Moskou op 15 juli                 | 4 – 2   |
| Aanvallers        |      |      |                     |                                                      |         |
| Eden Hazard       | 6    | 3    | Chelsea             | Engeland, Troostfinale in Sint-Petersburg op 14 juli | 2 – 0   |
| Kylian Mbappé     | 7    | 4    | Paris Saint-Germain | Kroatië, Finale in Moskou op 15 juli                 | 4 – 2   |
| Neymar            | 5    | 2    | Paris Saint-Germain | België, Kwartfinale in Kazan op 6 juli               | 1 – 2   |